# NGC 5509
NGC 5509 је лентикуларна галаксија у сазвежђу Волар која се налази на NGC листи објеката дубоког неба.
Деклинација објекта је + 20° 23' 18" а ректасцензија 14h 12m 39,9s. Привидна величина (магнитуда) објекта NGC 5509 износи 14,1 а фотографска магнитуда 15,1. NGC 5509 је још познат и под ознакама MCG 4-34-3, CGCG 133-10, PGC 50751.